# Wolf Alice
Wolf Alice ist eine britische Alternative-Rock-Band aus dem Norden von London.

## Bandgeschichte

### Gründung und Durchbruch
Die Band wurde 2010 als Akustik-Duo von Sängerin und Gitarristin Ellie Rowsell und Gitarrist Joff Oddie gegründet. Gefunden hatten sie sich über eine Anzeige im New Musical Express. Das Duo veröffentlichte eine eigenproduzierte Demo-EP. Um ihren Sound zu erweitern, nahm die Band ihre Freunde Sadie Cleary als Bassistin und James DC als Schlagzeuger in der Band auf.
Nach einem Besetzungswechsel spielte die Band ab 2012 mit dem Bassisten Theo Ellis und dem Schlagzeuger Joel Amey in der heutigen Besetzung. 2013 erschien mit dem Lied Fluffy die erste Single der Band, gefolgt von den EPs Blush (2013) und Creature Songs (2014). Sie erhielten gute Kritiken und fanden 2014 schließlich ein Label für die Veröffentlichung ihres Debütalbums. Zu Beginn des folgenden Jahres wurden sie in die erweiterte BBC-Liste für den Sound of 2015 aufgenommen, die mögliche Kandidaten für den Durchbruch prognostiziert.
Anfang 2015 erschienen mit Giant Peach und Bros zwei Singles, bevor das Debütalbum My Love Is Cool im Juni erschien. Es gelangte auf Platz 2 der britischen Charts. Auch in den US-Charts konnte es sich unter den Top 100 platzieren. Das Album gehörte zu den Vorschlägen für den Mercury Prize 2015.
Ende 2015 wurde ihr Lied Moaning Lisa Smile für einen Grammy Award als beste Rock-Darbietung nominiert.
Im Jahr 2016 erschien der von Michael Winterbottom inszenierte Dokumentarfilm On the Road, welche die Band auf einer Tour durch Großbritannien begleitet.
Der Song Silk vom Debütalbum wurde 2017 im Abspann des Films T2 Trainspotting genutzt und ist auch Teil des Soundtracks.

### Weitere Erfolge
Im Juni 2017 erschien mit Yuk Foo die erste Vorabsingle aus ihrem zweiten Album Visions of a Life. Eine zweite Single, Don’t Delete the Kisses, folgte Anfang Juli. Das Album wurde im September desselben Jahres veröffentlicht und erhielt durchweg gute Kritiken. 2018 gewann Wolf Alice für das Album den Mercury Prize.
An die Veröffentlichung des Albums schloss sich eine Welt-Tournee an. Weiterhin spielten sie einige Konzerte als Vorband zu den Foo Fighters und den Queens of the Stone Age. Zudem traten sie als Vorband für Harry Styles (love on tour 2022) auf.
Am 24. Februar 2021 veröffentlichten Wolf Alice die neue Single The Last Man of Earth und kündigten ihr drittes Album Blue Weekend an, welches am 11. Juni 2021 erscheinen sollte. Nach der Veröffentlichung der zweiten Vorabsingle Smile am 20. April gab die Band im Mai des Jahres bekannt, dass das Album schon eine Woche eher, als ursprünglich geplant, veröffentlicht werden würde.
Im Mai 2025 veröffentlichte die Band die Single Bloom Baby Bloom. Das Video zur Single entstand unter der Regie von Colin Solal Cardo.

## Diskografie
Alben
- My Love Is Cool (2015)
- Visions of a Life (2017)
- Blue Weekend (2021)

EPs
- Wolf Alice (EP, 2011)
- Blush (EP, 2013)
- Creature Songs (EP, 2014)

Lieder
- Leaving You (2012)
- Fluffy (2013)
- She (2013)
- Moaning Lisa Smile (2014)
- Giant Peach (2014)
- Bros (2015, UK: Gold)
- You’re a Germ (2015)
- Freazy (2015)
- Lisbon (2016)
- Yuk Foo (2017)
- Don’t Delete the Kisses (2017)
- Beautifully Unconventional (2017)
- Heavenward (2017)
- The Last Man on Earth (2021)
- Smile (2021)
- No Hard Feelings (2021)
- Bloom Baby Bloom (2025)
- The Sofa (2025)

## Auszeichnungen für Musikverkäufe
| Goldene Schallplatte - Australien - 2024: für die Single Don’t Delete the Kisses |

Anmerkung: Auszeichnungen in Ländern aus den Charttabellen bzw. Chartboxen sind in ebendiesen zu finden.
| Land/RegionAuszeichnungen für Musikverkäufe (Land/Region, Auszeichnungen, Verkäufe, Quellen) | Gold     | Platin  | Verkäufe  | Quellen     |
| -------------------------------------------------------------------------------------------- | -------- | ------- | --------- | ----------- |
| Australien (ARIA)                                                                            | Gold1    | —       | 35.000    | aria.com.au |
| Vereinigtes Königreich (BPI)                                                                 | 4× Gold4 | Platin1 | 1.300.000 | bpi.co.uk   |
| Insgesamt                                                                                    | 5× Gold5 | Platin1 |           |             |

## Filmografie
- On the Road (2016)[10]